# کوک هارل
کوک هارل (انگلیسی: Kuk Harrell؛ زادهٔ ۳۰ دسامبر ۱۹۶۴) یک موسیقی‌دان اهل ایالات متحده آمریکا است. وی از سال ۱۹۹۲ میلادی تاکنون مشغول فعالیت بوده‌است.